# François Quentin de La Vienne
François Quentin, marquis de Champcenetz, seigneur de Richebourg et de La Vienne, né le 13 novembre 1630 à La Celle-Saint-Avant et mort 11 août 1710 à Paris, est l'un des premiers valets de chambre de Louis XIV.

## Biographie

### Origines familiales
François Quentin est peut-être né le 13 novembre 1630 à La Celle-Saint-Avant, et baptisé le lendemain en l'église Saint-Avant. Il est le fils de René Quentin, seigneur de La Ménardière et de Richebourg, et d'Antoinette Binet (parente de Benoît Binet), originaire des environs de La Haye-Descartes en Touraine. Sa famille est originaire de Touraine. Il a un frère cadet, Jean Quentin (1637-1717), baron de Champlost.

### Carrière
Il ouvre une boutique de barbier à Paris dans les années 1660. Il fournit notamment le jeune Louis XIV en confortatifs, pour améliorer ses relations avec ses maîtresses. Cette proximité avec le roi lui permet d'acheter la charge de premier barbier le 22 décembre 1670. C'est lui qui rase et peigne les cheveux du roi et par la suite, il ajuste ses perruques, que son frère Jean confectionne.
En 1674, il devient valet de chambre ordinaire du roi. Lorsque le comte  de Chamarande se sépare de sa charge de premier valet de chambre du roi, François Quentin l'acquiert le 20 décembre 1679 avec l'appui de Madame de Montespan. Louis XIV l'anoblit par lettres patentes du 29 juin 1681.
Il devient propriétaire de la seigneurie de La Vienne en 1685 et est dès lors connu comme « La Vienne ». La même année, il achète à Louis III Caillebot de La Salle plusieurs seigneuries en Brie. Il obtient alors que Champcenetz, avec plusieurs autres terres, soient érigées en marquisat par lettres patentes du 2 décembre 1686. Bénéficiant des honneurs de la Cour à partir du 26 juin 1687, il est également conseiller du roi.
Le 28 juin 1700, il entre en possession de la seigneurie de Richebourg par le biais du retrait lignager d'Urbain Louis Lefevre de Caumartin et Marie Jeanne Quentin de Richebourg sa femme. Le 30 septembre 1703, il obtient la survivance de sa charge de premier valet de chambre pour son fils Louis Quentin.
Il meurt le 11 août 1710, dans son appartement du Louvre. Il a 79 ans. Il est inhumé en l'église Saint-Martin de Champcenest.

### Mariage et descendance

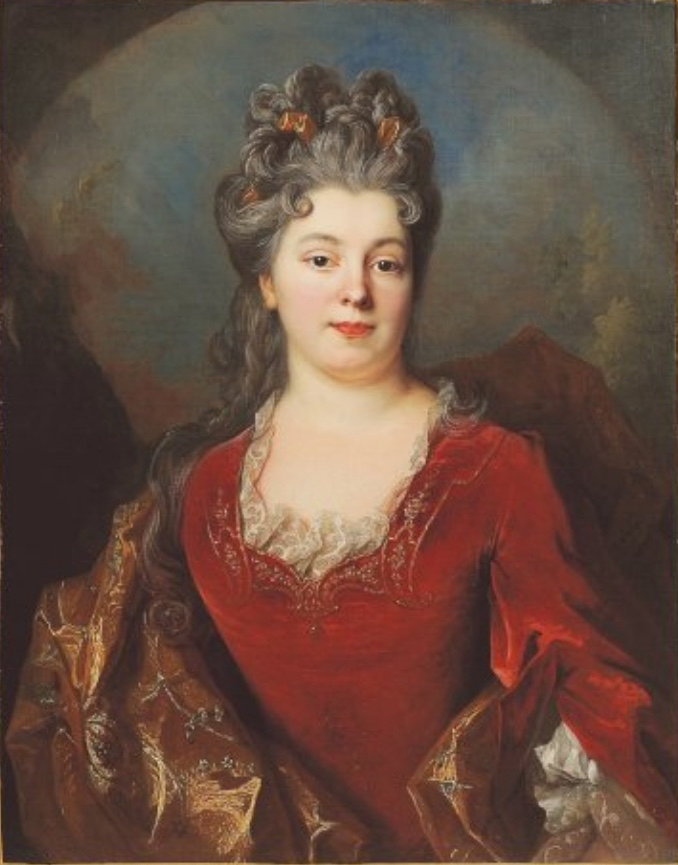
Portrait de sa fille, la marquise de Brisay, peinte par Nicolas de Largillierre.

Le 6 novembre 1672, il épouse Claude Thierry, femme de chambre de la reine Marie-Thérèse d'Autriche, en l'église Saint-Julien de Versailles. Ils ont deux filles :
- Marie-Angélique, religieuse des Filles Sainte-Marie ;
- Jeanne-Catherine (1675-1742), mariée en 1697 avec  Pierre René de Brisay, marquis de Denonville, colonel d'infanterie, lieutenant général du gouvernement de l'Orléanais, dont postérité.

Veuf en 1678, le 12 mars 1681, il épouse en secondes noces Élisabeth Orceau, fille d'Alexandre Orceau, marchand bourgeois de Tours, maître des courriers à Paris et intéressé dans les postes générales de France, conseiller-secrétaire du roi, et d'Elisabeth de Faverolles, en l'église Saint-Eustache de Paris. Ils ont deux enfants :
- Françoise-Agnès († 1724), mariée en 1715 avec François Orceau, baron de Fontette, conseiller du roi en ses conseils, trésorier général des Galères, intéressé dans la ferme des postes, dont postérité (notamment François-Jean Orceau de Fontette) ;
- Élisabeth (1684-1747), mariée en 1706 avec Guillaume Le Brun, marquis de Dinteville, colonel de la Cornette Blanche de France, dont postérité ;
- Marie Angélique, religieuse chez les Filles de Saint-Anastase ;
- Louis (1689-1760), marié en 1712 avec Louise Trévillon, dont postérité.